# Písac
Le village de Písac ou P'isaq est le chef-lieu du district de Pisac dans la province de Calca, Région de Cuzco au Pérou.
Le village est situé à 2 972 m d'altitude et à 33 km de Cuzco, la capitale régionale.
Le district a une superficie de 148,25 km2 et sa population était estimée à 9 796 habitants en 2002.
On y accède par la vallée du Vilcanota au sud-ouest du district. Le district occupe un bassin versant adossé à la cordillère Urubamba.
Le village est connu pour ses marchés du dimanche, mardi et jeudi qui attirent nombre de touristes venus de Cuzco. La place centrale est dominée par un grand arbre appelé pisonay. Písac a été construite sur des fondations pré-colombiennes par le vice-roi Francisco de Toledo.
On peut assister à une messe en quechua parmi la population locale et les varayocs (caciques).
Le sanctuaire de Huanca se trouve près du village, il est le cadre d'un pèlerinage qui a lieu en septembre.

## Site archéologique
Le site archéologique inca de Písac est l'un des plus importants de la Vallée sacrée des Incas.
Les ruines de Písac se trouvent sur une colline à l'entrée de la vallée. Les ruines sont réparties le long de la crête en 4 groupes : P'isaqa, Intiwatana, Qallaq'asa et Kinchiraqay :
- Intiwatana comprend plusieurs thermes et temples, dont le Temple du Soleil ;
- Qallaq'asa, qui est construit sur un éperon rocheux dominant la vallée, est aussi appelé la citadelle.

Le versant de la colline est strié de terrasses agricoles construites par les Incas et toujours utilisées, montrant comment les incas ont réussi à mettre en culture les pentes abruptes des montagnes.
Avec ses constructions militaires, religieuses et agricoles, le site avait une triple fonction. On pense que Písac défendait l'entrée sud de la Vallée Sacrée, tandis que Choquequirao défendait l'ouest et la forteresse d'Ollantaytambo, le nord.
On pense que les terrasses étroites qui se trouvent en dessous de la citadelle représentent l'aile d'une perdrix (p'isaqa ), qui a donné son nom au lieu.
On peut voir également à Písac des falaises percées d'excavations. Ces dernières étaient des tombes de villageois incas qui ont été pillées avant l'arrivée des archéologues.

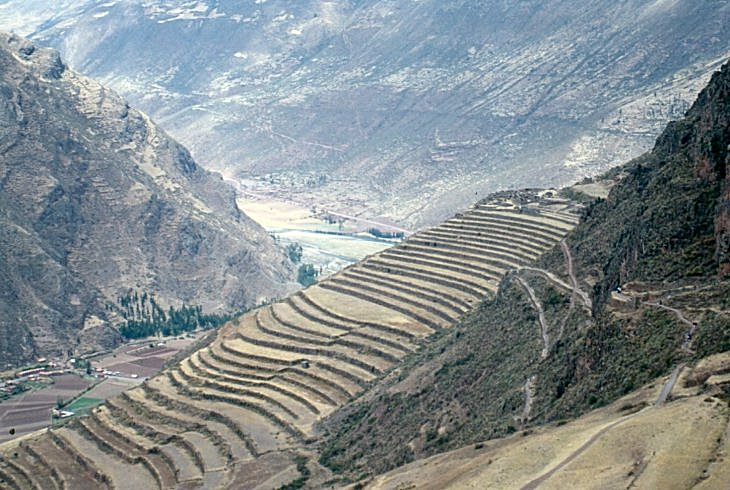
Písac, cultures en terrasses (andenes)
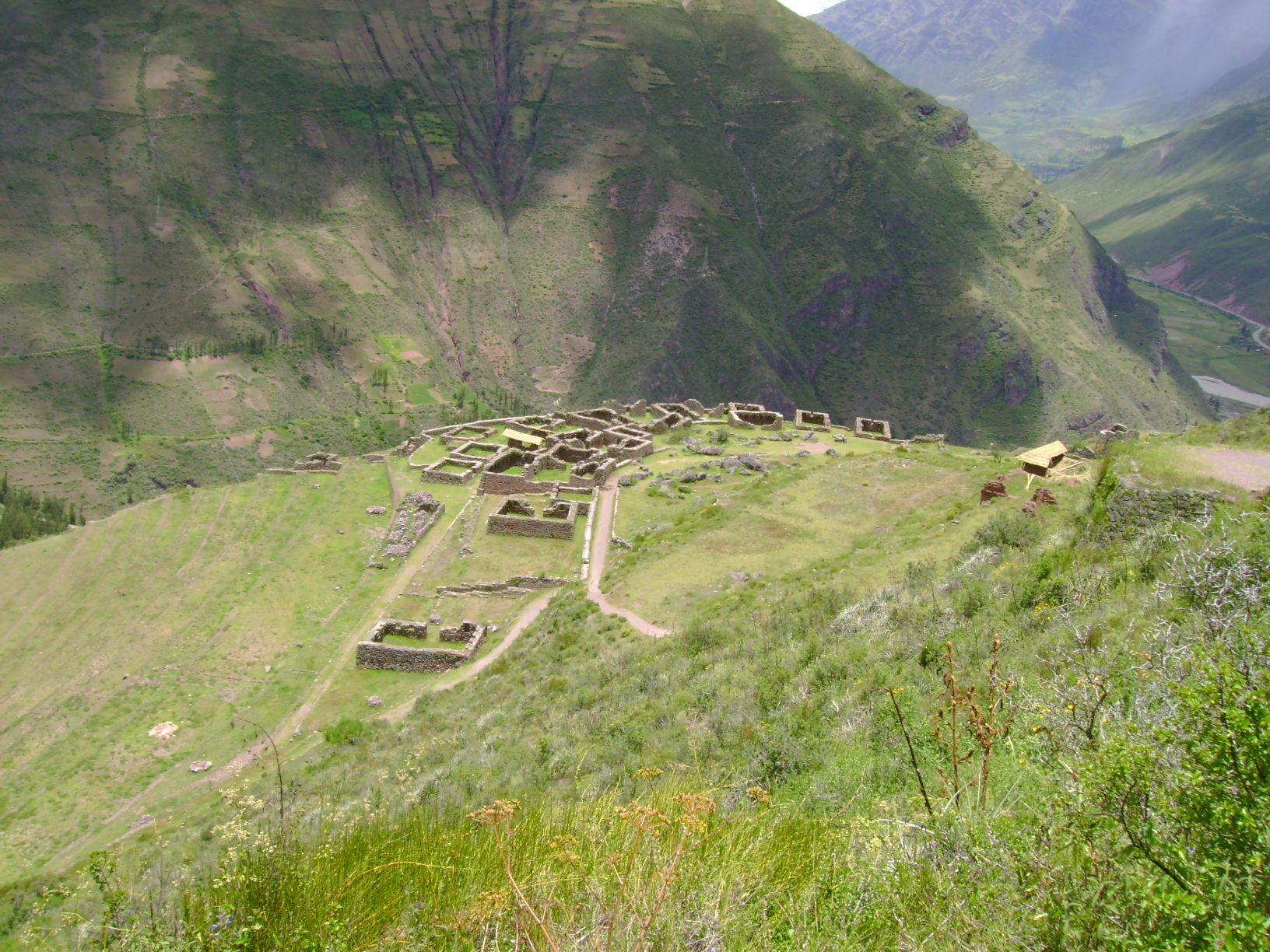
Písac
Panorama des terrasses du site archéologique
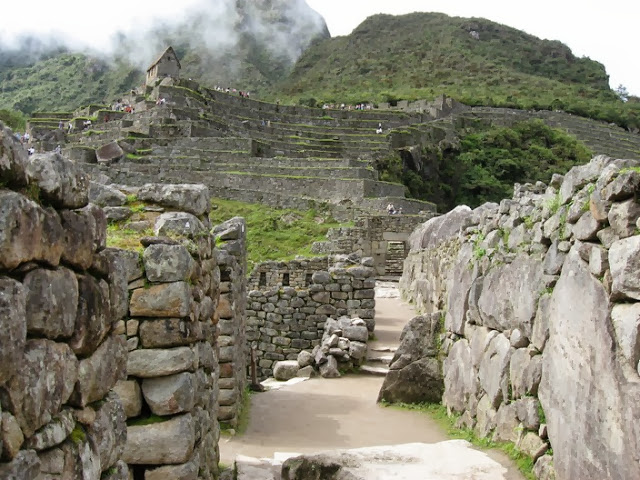
Ruines de Pisac